# Сабрі Букадум
Сабрі Букадум (1 вересня 1958 , Константіна ) — алжирський державний діяч, виконуючий обов'язки прем'єр-міністра Алжиру 19  - 28 грудня 2019, міністр закордонних справ Алжиру 31 березня 2019 - 7 липня 2021.
Сабрі Букадум народився 1 вересня 1958 року в місті Костянтина , Алжир. 
Закінчив Національну школу дипломатії менеджменту.
В 1992-1993 роках він обіймав посаду директора ООН з роззброєння та директора з політичних питань ООН 1993 — жовтень 1995 року. 
Листопад 1996 року — вересень 2001 був послом Алжиру в Кот-д'Івуарі, 
жовтень 2005 — серпень 2009 року послом у Португалії та послом у Сполучених Штатах в 2009-2013 роках. 
У грудні 2013 року він був призначений постійним представником Алжиру при ООН.
Виконуючи свої обов'язки постійного представника , він був призначений міністром закордонних справ Нуреддином Бедуї, якому було доручено сформувати уряд 31 березня 2019 року.
19 - 28 грудня 2019 виконував обов'язки тимчасового прем'єр-міністра після того, як прем'єр-міністр Нуреддін Бедеві пішов у відставку. 
28 грудня 2019 — 8 липня 2021 знову на посаді міністра закордонних справ.